# Igor Jugović
Igor Jugović (Zagabria, 23 gennaio 1989) è un calciatore croato, centrocampista del Lučko.